# Solveig Lindstedt
Solveig Hillevi Gudrun Vera Lindstedt, senare gift  Sandström och Blomgren, född 11 april 1918 i Brännkyrka församling, Stockholm, död 31 december 1988 i Bromma församling, Stockholm, var en svensk friidrottare, som tävlade i kastgrenarna kulstötning, diskuskastning och spjutkastning. Hon blev svensk mästare i diskuskastning 1936. 
Hon tävlade för bland annat IK Tellus, IK Göta, IFK Lidingö och IFK Stockholm. 
Hon är gravsatt som Solveig H.G.V. Blomgren i minneslund på Skogskyrkogården, Stockholm.